# Тажимехи-Другі
Тажимехи-Другі (пол. Tarzymiechy Drugie) — село в Польщі, у гміні Ізбиця Красноставського повіту Люблінського воєводства.
У 1975-1998 роках село належало до Замойського воєводства.